# Аполлон, побеждающий Пана
«Аполлон, побеждающий Пана» — картина фламандского художника Якоба Йорданса, написанная им в 1637 году маслом на холсте.
Йорданс участвовал в коллективных работах по украшению Торре-де-ла-Парады близ Мадрида, выполнявшихся с 1636 по 1681 год. «Аполлон, побеждающий Пана» был одной из двух картин Йорданса, созданных в их рамках, второй было полотно «Вертумн и Помона».

## Описание
Сюжет картины был взят из книги Овидия «Метаморфозы» (XI: 146—179). На ней изображено состязание в игре на флейте между богом Аполлоном и сатиром Марсием, которое последний проиграл. На картине изображены моменты, последовавшие за самим состязанием, когда Аполлон яростно ругает Мидаса, одного из судей, за то, что он предпочёл способности Марсия играть на флейте его искусству. Марсий представлен на полотне с человеческими ногами, несмотря на то, что он сатир.

## Влияние
Полотно представляет собой версию более ранней картины Питера Пауля Рубенса «Аполлон и Марсий». Картина Йорданса, основанная на работе Рубенса, была затем скопирована Хуаном Баутистой Мартинесом дель Масо, испанским художником эпохи барокко и зятем Диего Веласкеса, придворного живописца испанского короля Филиппа IV. Будучи камергером дворца, Веласкес отвечал за приобретение, управление и распределение королевских собраний картин, гобеленов и скульптур, что позволило ему украсить главных покоев (Pieza Principal) Мадридского Алькасара копией картины Йорданса. Затем Веласкес изобразил копию «Аполлона, побеждающего Пана» на заднем плане своего собственного полотна «Менины», признаваемое одной из самых важных картин в истории западного искусства, эффективно создав картину внутри картины.
В 2014 году музей Прадо предоставил картину вместе с девятью другими работами из своей коллекции (Питера Пауля Рубенса, Антониса ван Дейка, Франса Франкена-младшего и других) музею Карлоса де Амбереса сроком на один год.